# Full Gear (2022)
Full Gear 2022 fue la cuarta edición del Full Gear, un evento pago por visión de lucha libre profesional producido por la empresa estadounidense All Elite Wrestling. Tuvo lugar el 19 de noviembre de 2022 en la Prudential Center de Newark, Nueva Jersey.

## Producción
Full Gear es un pago por evento (PPV) que se celebra anualmente alrededor del Día de los Veteranos por All Elite Wrestling (AEW). Es uno de los eventos PPV principales de AEW, que incluye Double or Nothing, All Out y Revolution, sus cuatro programas más importantes producidos trimestralmente.
Durante All Out el 4 de septiembre de 2022, se anunció que el cuarto evento Full Gear se llevaría a cabo el sábado 19 de noviembre de 2022 en el Prudential Center en Newark, Nueva Jersey, marcando el primer PPV de AEW celebrado en el área Tri-State. También se anunció que el 18 de noviembre en el episodio de Friday Night Rampage se transmitirá en vivo desde el mismo lugar. Las entradas para ambos eventos salieron a la venta el 23 de septiembre.

## Antecedentes
Full Gear contará con combates de lucha libre profesional que involucran a diferentes luchadores de disputas e historias preexistentes. Los luchadores retratan héroes, villanos o personajes menos distinguibles en eventos que generan tensión y culminan en un combate de lucha libre o una serie de combates. Las historias se producen en los programas semanales de AEW Dynamite, Rampage, Dark y Elevation y en la serie de YouTube de The Young Bucks Being the Elite.
Después de una pausa de cuatro meses, MJF regresó a All Out como el participante sorpresa "comodín" en el combate Casino Ladder y ganó la ficha de póquer, ganando así un partido por el Campeonato Mundial de AEW en el momento y lugar de su elección. Después de que Jon Moxley retuviera el título en el episodio del 18 de octubre de Dynamite, Moxley llamó a MJF y lo incitó a cobrar la ficha de póquer esa noche, sin embargo, MJF anunció que cobraría y desafiaría a Moxley por el Campeonato Mundial AEW en Full Gear.
En All Out, Swerve In Our Glory (Keith Lee & Swerve Strickland) derrotaron a The Acclaimed (Anthony Bowens & Max Caster) para retener el Campeonato Mundial en Parejas de AEW. En una revancha de campeonato en Grand Slam, The Acclaimed derrotó a Swerve In Our Glory para ganar los títulos. El 26 de octubre en Dynamite, Swerve In Our Glory derrotó a FTR (Cash Wheeler & Dax Harwood) para convertirse en los contendientes #1 al Campeonato Mundial en Parejas, y en esta misma semana en Rampage, la tercera lucha por el campeonato entre The Acclaimed y Swerve In Our Glory estaba programado para Full Gear.

## Resultados
- The Buy In: Best Friends (Chuck Taylor, Trent Beretta & Orange Cassidy), Rocky Romero & Danhausen derrotaron a The Factory (QT Marshall, Aaron Solo, Lee Johnson, Nick Comoroto & Cole Karter) (11:55).
  - Danhausen cubrió a Comoroto después de un «Punt Kick».
  - Durante el combate, Danhausen se integró a la lucha con Best Friends.
  - Después de la lucha, Danhausen atacó a Marshall.
- The Buy In: Ricky Starks derrotó a Brian Cage (con Prince Nana) y avanzó a la final del torneo por una oportunidad por el Campeonato Mundial de AEW (10:00).
  - Starks cubrió a Cage después de un «Roshambo».
- The Buy In: Eddie Kingston derrotó a Jun Akiyama (10:30).
  - Kingston cubrió a Akiyama después de un «Backfist to the Future».
- "Jungle Boy" Jack Perry derrotó a Luchasaurus (con Christian Cage) en un Steel Cage Match (18:40).
  - Perry forzó a Luchasaurus a rendirse con un «Snare Trap».
  - Durante la lucha, Cage interfirió a favor de Luchasaurus, pero fue expulsado por el personal de seguridad.
- Death Triangle (PAC, Penta El Zero M & Rey Fénix) derrotaron a The Elite (Kenny Omega, Matt Jackson & Nick Jackson) (con Brandon Cutler & Michael Nakazawa)  y retuvieron el Campeonato Mundial de Tríos de AEW (18:40).
  - Fénix cubrió a Omega después que lo atacara con un martillo.
  - Esta fue la primera lucha de un Best of 7 Series, donde Death Triangle venció por un 1-0.
- Jade Cargill (con Kiera Hogan & Leila Grey) derrotó a Nyla Rose (con Vickie Guerrero & Marina Shafir) y retuvo el Campeonato TBS de AEW (8:00).
  - Cargill cubrió a Rose después de un «Jaded».
- Chris Jericho derrotó a Bryan Danielson, Claudio Castagnoli y Sammy Guevara y retuvo el Campeonato Mundial de ROH (21:30).
  - Jericho cubrió a Castagnoli después de un «Judas Effect».
- Saraya derrotó a Dr. Britt Baker D.M.D. (12:30).
  - Saraya cubrió a Baker después de dos «Rampaige».
  - Este fue el primer combate de Saraya en la lucha libre profesional tras 5 años de retiro.
- Samoa Joe derrotó a Wardlow (c) y Powerhouse Hobbs y ganó el Campeonato TNT de AEW (9:55).
  - Joe dejó inconsciente a Hobbs con un «Coquina Clutch».
  - El Campeonato Mundial Televisivo de ROH de Joe no estuvo en juego.
- Sting & Darby Allin derrotaron a Jeff Jarrett & Jay Lethal (con Sonjay Dutt & Satnam Singh) en un No Disqualification Match (11:00).
  - Allin cubrió a Lethal después de un «Coffin Drop».
  - Durante la lucha, Dutt y Singh interfirieron a favor de Jarrett & Lethal.
- Jamie Hayter derrotó a Toni Storm y ganó el Campeonato Mundial Femenino Interino de AEW (15:00).
  - Hayter cubrió a Storm después de un «Ripcord Lariat».
  - Durante la lucha, Rebel interfirió a favor de Hayter, pero fue expulsada por el árbitro.
  - Durante la lucha, Dr. Britt Baker D.M.D. interfirió a favor de Hayter.
- The Acclaimed (Anthony Bowens & Max Caster) (con Billy) derrotaron a Swerve In Our Glory (Keith Lee & Swerve Strickland) y retuvieron el Campeonato Mundial en Parejas de AEW (19:40).
  - Bowens cubrió a Strickland después de un «Critically Acclaimed».
  - Durante la lucha, Lee abandono a Strickland después de una discusión.
  - Durante la lucha, Billy interfirió a favor de The Acclaimed.
- MJF derrotó a Jon Moxley (con William Regal) y ganó el Campeonato Mundial de AEW (23:15).
  - MJF cubrió a Moxley después de un puñetazo con un puño de acero.
  - Durante la lucha, Regal traicionó a Moxley e interfirió a favor de MJF.

### Torneo para ser el contendiente por el Campeonato Mundial de AEW
|  | Cuartos de finales Dynamite 9 de noviembre Rampage 11 y 18 de noviembre | Cuartos de finales Dynamite 9 de noviembre Rampage 11 y 18 de noviembre | Cuartos de finales Dynamite 9 de noviembre Rampage 11 y 18 de noviembre |              |              | Semifinales Dynamite 16 de noviembre Full Gear: The Buy In 19 de noviembre | Semifinales Dynamite 16 de noviembre Full Gear: The Buy In 19 de noviembre | Semifinales Dynamite 16 de noviembre Full Gear: The Buy In 19 de noviembre |  |  | Final Dynamite 23 de noviembre | Final Dynamite 23 de noviembre | Final Dynamite 23 de noviembre |  |
|  |                                                                         |                                                                         |                                                                         |              |              |                                                                            |                                                                            |                                                                            |  |  |                                |                                |                                |  |
|  |                                                                         |                                                                         |                                                                         |              |              |                                                                            |                                                                            |                                                                            |  |  |                                |                                |                                |  |
|  | 1                                                                       | Eddie Kingston                                                          | 9:18                                                                    |              |              |                                                                            |                                                                            |                                                                            |  |  |                                |                                |                                |  |
|  | 1                                                                       | Eddie Kingston                                                          | 9:18                                                                    |              |              |                                                                            |                                                                            |                                                                            |  |  |                                |                                |                                |  |
|  | 8                                                                       | Ethan Page                                                              | Pin                                                                     |              |              |                                                                            |                                                                            |                                                                            |  |  |                                |                                |                                |  |
|  | 8                                                                       | Ethan Page                                                              | Pin                                                                     |              | Ethan Page   | Ethan Page                                                                 | Pin                                                                        |                                                                            |  |  |                                |                                |                                |  |
|  |                                                                         |                                                                         |                                                                         |              | Ethan Page   | Ethan Page                                                                 | Pin                                                                        |                                                                            |  |  |                                |                                |                                |  |
|  |                                                                         |                                                                         | Bandido                                                                 | Bandido      | 9:08         |                                                                            |                                                                            |                                                                            |  |  |                                |                                |                                |  |
|  | 5                                                                       | Bandido                                                                 | Bandido                                                                 | Bandido      | 9:08         | Pin                                                                        |                                                                            |                                                                            |  |  |                                |                                |                                |  |
|  | 5                                                                       | Bandido                                                                 |                                                                         |              |              |                                                                            |                                                                            |                                                                            |  |  |                                |                                |                                |  |
|  | 4                                                                       | Rush                                                                    | 8:47                                                                    |              |              |                                                                            |                                                                            |                                                                            |  |  |                                |                                |                                |  |
|  | 4                                                                       | Rush                                                                    | 8:47                                                                    |              |              |                                                                            | Ethan Page                                                                 |                                                                            |  |  |                                |                                |                                |  |
|  |                                                                         |                                                                         |                                                                         |              |              |                                                                            |                                                                            |                                                                            |  |  |                                |                                |                                |  |
|  |                                                                         |                                                                         | Ricky Starks                                                            | Ricky Starks | Pin          |                                                                            |                                                                            |                                                                            |  |  |                                |                                |                                |  |
|  | 3                                                                       | Lance Archer                                                            | Ricky Starks                                                            | Ricky Starks | Pin          | 5:24                                                                       |                                                                            |                                                                            |  |  |                                |                                |                                |  |
|  | 3                                                                       | Lance Archer                                                            |                                                                         |              |              |                                                                            |                                                                            |                                                                            |  |  |                                |                                |                                |  |
|  | 6                                                                       | Ricky Starks                                                            | Pin                                                                     |              |              |                                                                            |                                                                            |                                                                            |  |  |                                |                                |                                |  |
|  | 6                                                                       | Ricky Starks                                                            | Pin                                                                     |              | Ricky Starks | Ricky Starks                                                               | Pin                                                                        |                                                                            |  |  |                                |                                |                                |  |
|  |                                                                         |                                                                         |                                                                         |              | Ricky Starks | Ricky Starks                                                               | Pin                                                                        |                                                                            |  |  |                                |                                |                                |  |
|  |                                                                         |                                                                         | Brian Cage                                                              | Brian Cage   | 10:00        |                                                                            |                                                                            |                                                                            |  |  |                                |                                |                                |  |
|  | 7                                                                       | Brian Cage                                                              | Brian Cage                                                              | Brian Cage   | 10:00        | Pin                                                                        |                                                                            |                                                                            |  |  |                                |                                |                                |  |
|  | 7                                                                       | Brian Cage                                                              |                                                                         |              |              |                                                                            |                                                                            |                                                                            |  |  |                                |                                |                                |  |
|  | 2                                                                       | Dante Martin                                                            | 7:14                                                                    |              |              |                                                                            |                                                                            |                                                                            |  |  |                                |                                |                                |  |
|  | 2                                                                       | Dante Martin                                                            | 7:14                                                                    |              |              |                                                                            |                                                                            |                                                                            |  |  |                                |                                |                                |  |
|  |                                                                         |                                                                         |                                                                         |              |              |                                                                            |                                                                            |                                                                            |  |  |                                |                                |                                |  |